# セラヤ (メキシコ)
セラヤ（Celaya ([seˈlaja], オトミ語: Ndathi)）は、メキシコのグアナフアト州にある都市とその周辺自治体で、州の南東部に位置している。2005年の国勢調査人口は310,413人で、州で3番目に人口の多い都市である。 面積は、553.18km²（213.58平方マイル）で、多くの小さな周辺コミュニティを含む基礎自治体の地理的中心部に位置している。 周辺コミュニティの中で大きいものとしては、サンミゲルオクトパン、リンコンデタマヨ、サンファンデラベガなどが挙げられる。

## 歴史
アルバロ・オブレゴン将軍が、1915年、セラヤの戦いでパンチョ・ビリャを破った。セラヤは短期間、グアナフアト州の州都でもあった。
1999年9月の火薬と花火の倉庫での爆発により、60人以上が死亡し、300人以上が負傷した。